# Lualaba (rivier)
De Lualaba wordt beschouwd als bronrivier van de rivier de Kongo. De rivier ontspringt in het zuidoosten van Congo-Kinshasa, 100 km ten westen van de stad Lubumbashi. In de buurt van Kisangani, aan de Boyomawatervallen, krijgt de rivier de naam Kongo.

## Bevaarbaarheid
Het hogere deel van de Lualaba is bevaarbaar tussen Bukama en Kongolo, een traject van ongeveer 640 kilometer. Na Kongolo gaat de Lualaba door een smalle kloof, de zogeheten Hellepoorten. Het lagere deel van de Lualaba, tussen Kindu en Ubundu (de start van de Boyamawatervallen), is eveneens bevaarbaar voor meer dan 300 kilometer. Mogelijks is de rivier eveneens bevaarbaar tussen het einde van de Hellepoorten bij Kasongo en Kibombo, een traject van 100 kilometer.

## Geschiedenis
David Livingstone onderzocht de Lualaba, vermoedend dat het de bovenloop van de Nijl was. Verney Lovett Cameron stelde echter vast dat de rivier daarvoor te laag lag, en dus niet de Nijl kon zijn, maar waarschijnlijk de Kongo. Dit werd bevestigd door Henry Morton Stanley, die de rivier afvoer naar de zee.

### Provincie
Lualaba was tot 1964 de naam van een Congolese provincie tot deze met de provincie Oost-Katanga fusioneerde tot de nieuwe provincie Zuid-Katanga. De vermeende massamoordenaar Godefroid Munongo was in de jaren 1960 de gouverneur van deze provincies. In 2015 werd Lualaba terug een onafhankelijke provincie.
- Virtual International Authority File: 122599504